# Stora Stegskär
Stora Stegskär är en ö i Åland (Finland). Den ligger i Skärgårdshavet eller Ålands hav och i kommunen Lemland i landskapet Åland, i den sydvästra delen av landet. Ön ligger nära Mariehamn och omkring 280 kilometer väster om Helsingfors.
Öns area är 17,1 hektar och dess största längd är 0,9 kilometer i öst-västlig riktning. Ön höjer sig omkring 15 meter över havsytan.